# Sonda de Campeche

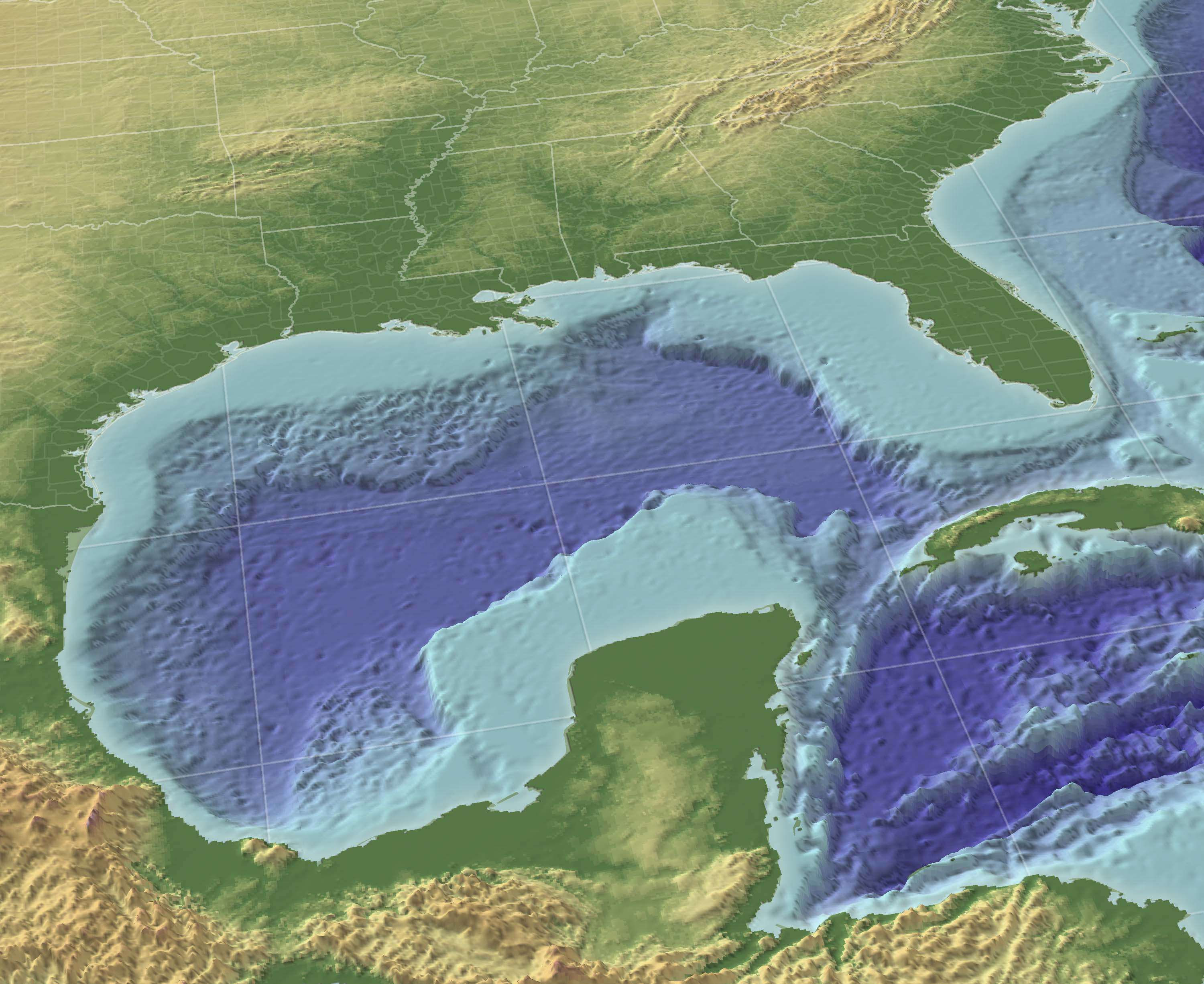
Imagen de la cuenca del golfo de México en donde se distingue en azul claro la denominada Sonda de Campeche.

La Sonda de Campeche es la zona marítima correspondiente a la prolongación submarina de la península de Yucatán en aguas del golfo de México. Esta prolongación ocurre hacia el poniente y hacia el norte de la citada península. En ocasiones se confunde a la denominada Sonda de Campeche con el golfo de Campeche y aun con la bahía del mismo nombre. Se trata de términos que definen accidentes geográficos diferentes.

## Configuración
La extensión submarina de la península que da marco a la Sonda de Campeche ofrece una configuración similar a la de la propia península en su litoral noroccidental. Con una pendiente de aproximadamente 0,1 %, presenta un escalón a 18 m de profundidad siguiendo una isóbata casi paralela a la línea de la costa a 18 km de ella. Esta plataforma continental delimitando a la Sonda alcanza los 180 m de profundidad a una distancia aproximada de 150 km de la costa. 

## Características
La Sonda es rica en recursos pesqueros sub-aprovechados que atraen flotas extranjeras a México. Cuba ha desarrollado amplios estudios de las corrientes marítimas que dominan la zona así como del potencial pesquero existente.
También, desde mediados del siglo XX, se ha venido explotando intensamente toda el área marítima comprendida dentro de la Sonda en lo que se refiere a sus recursos petroleros. Se ha instalado un gran número de plataformas para la perforación de pozos petrolíferos, obteniéndose abundantemente tanto el denominado crudo como el gas natural asociado. De las plataformas marítimas instaladas en la región se extrae en la actualidad aproximadamente las tres cuartas partes del petróleo que México exporta.